# Topol
Chaim Topol (em hebraico:  חיים טופול; Tel Aviv, 9 de setembro de 1935 – Tell Aviv, 9 de março de 2023), mais conhecido artisticamente apenas como Topol,  foi um ator israelense, atuante no teatro e no cinema internacional.
Seu papel mais conhecido é o de Tevye, o leiteiro e personagem principal do filme Fiddler on the Roof (no Brasil, Um Violinista no Telhado; em Portugal, Um Violino no Telhado), de 1971, que também já tinha interpretado nos palcos, antes da história ser levada ao cinema. Também é famoso pelo papel de Columbo no filme 007 - Somente para Seus Olhos

## Carreira
Nascido em Tel Aviv, quando a cidade ainda se encontrava sob a autoridade britânica, Topol começou a carreira em peças amadoras enquanto servia no Exército de Israel. Depois de criar sua própria trupe teatral, começou a participar de filmes nos anos 60 e seu primeiro trabalho proeminente internacionalmente foi com Sallah Shabati, uma comédia israelense que concorreu ao Oscar de melhor filme estrangeiro e lhe deu o Globo de Ouro de melhor ator revelação do ano em 1965. No ano seguinte, estreou no cinema de Hollywood participando da superprodução Cast a Giant Shadow , filme bélico sobre a fundação de Israel, com Kirk Douglas, John Wayne, Senta Berger e Yul Brynner.
A consagração internacional como ator veio em 1971 com Fiddler on the Roof, adaptação cinematográfica da peça do mesmo nome - também estrelada nos palcos por ele no West End, em Londres - que lhe deu o Globo de Ouro de melhor ator em comédia ou musical, ganhou três oscars da Academia, e o lançou ao estrelato mundial. Também indicado como melhor ator, Topol precisou de autorização do governo para comparecer à cerimônia de premiação, pois servia novamente ao exército na época. Este papel marcou a vida artística de Topol, que pelas décadas seguintes voltaria a representá-lo em turnês pelos Estados Unidos, Reino Unido, Austrália e Nova Zelândia.
Entre outros filmes populares de que participou em sua carreira, estão 007 Somente Para Seus Olhos, da série de James Bond e Flash Gordon, em 1980.
Topol morreu em 9 de março de 2023 em Tel Aviv, aos 87 anos, devido à doença de Alzheimer.